# Зулейха открывает глаза
«Зулейха́ открывает глаза» — роман российской писательницы Гузель Яхиной о раскулачивании. Опубликован в 2015 году. По роману в 2019 году снят 8-серийный фильм с Чулпан Хаматовой в главной роли.

## Сюжет
Действие романа «Зулейха открывает глаза» начинается в 1930 году в татарской деревне. Зимой 1930-го у жены кулака Зулейхи убивают мужа за нападение на красноармейцев, а её саму вместе с сотнями других переселенцев отправляют в вагоне-теплушке в Сибирь. Во второй части романа рассказывается история выживания ссыльных, брошенных в глухой тайге на берегу Ангары без пищи, крова и тёплой одежды. Людям разных национальностей, конфессий и судеб приходится вместе бороться за выживание в условиях суровой природы и новых порядков.

## История

### Предпосылки
Тема судеб раскулаченных и жизни в спецпоселении заинтересовала Яхину благодаря рассказам её бабушки, Раисы Шакировны Шакировой, пережившей ссылку в Сибирь. Однако реальных эпизодов из её биографии в романе нет, текст создан на основе мемуаров большого количества других раскулаченных людей. Все истории объединял период между 1930 и 1946 годами, — тот самый, который провела в Сибири и Раиса Шакировна, вернувшаяся на родину по прошению своей сестры Салихи, сбежавшей на фронт и ставшей зенитчицей.
Подготовка к написанию книги заняла у автора два года, ещё восемь месяцев ушло на непосредственную работу над текстом. Для того, чтобы оформить его, Яхина окончила сценарные курсы.
Прообразом для спецпоселения Семрук стал трудовой посёлок Пит-Городок, в котором в детстве жила бабушка автора. Яхина утверждала, что её предков сослали в Пит-Городок в результате раскулачивания в 1930 году, хотя посёлок был создан 6 годами позднее. «Бабушка вспоминала, что издалека поселок напоминал такой сказочный городочек, — рассказывала Гузель. — Те связи и дружбы, которые завязывались между питчанами, так себя поселенцы называли, они, как говорила бабушка, были для нее крепче, чем родственные узы. Питчане встречались регулярно, и бабушка, пока здоровье ей позволяло, всегда ездила в Красноярск на эти встречи». В советское время в посёлке были крупные горнодобывающие предприятия, средняя школа с интернатом и даже дом отдыха. Но в 1994 году посёлок перестал существовать, и, по словам Яхиной, с 1997 года его нет на картах, но бывшие питчане и их дети хранят его память и теперь навещают местное кладбище.

### Персонажи
- Зулейха — крестьянка, главная героиня романа
- Муртаза Валиев — муж Зулейхи
- Упыриха — мать Муртазы
- Иван Игнатов — большевик, один из руководителей посёлка Семрук, который, обороняясь, убил Муртазу, «несгибаемый коммунист, который безоговорочно верит в идеалы нового строя». Это, говорила автор, «собирательный образ, созданный из моих представлений о правильном красноармейце. Я постаралась наделить его теми качествами, которыми, как мне кажется, обладали такие люди: это и страстная вера в коммунистические идеалы, и аскетизм, и абсолютное пренебрежение к себе, и одновременно забота о других людях, даже обо всем человечестве»[4].
- Юзуф — сын Зулейхи и Муртазы
- Профессор-хирург Лейбе, занимающийся акушерством
- Художник Иконников
- Сумлинский
- Изабелла Леопольдовна
- Лукка
- Василий Горелов
- Зиновий Кузнец

### Публикация
Изначально текст «Зулейхи» был написан в виде сценария как учебная работа для Московской школы кино. В форме романа история получила иные ритмы развития сюжета и концовку.
Первая публикация отрывка романа состоялась в 2014 году в майском номере журнала «Сибирские огни». Исполняющий обязанности главного редактора журнала Виталий Сероклинов опубликовал отрывок в течение двух недель после получения рукописи. До этого автор посылала текст в 13 других издательств и множество журнальных редакций. «Он вдохновил меня, — вспоминала автор, — я же не очень понимала уровень текста. Да, были отзывы знакомых, но мне была важна реакция кого-то из литературного мира».
Автор отзывается о своём романе так:

Я хотела донести мысль о том, что даже в очень большом горе может быть спрятано зерно будущего счастья. […] По большому счёту это книга о преодолении мифологического сознания. Неважно — мужского или женского. 

### Постановки
В 2017 году роман был поставлен как спектакль Башкирским театром драмы (режиссёр — Айрат Абушахманов). В 2019 году эта постановка получила специальную премию жюри театрального фестиваля «Золотая маска», а сам режиссёр был удостоен Государственной премии Республики Башкортостан имени Салавата Юлаева.
В 2022 году после того, как Яхина осудила российское вторжение на Украину, спектакль был снят с показа по распоряжению руководства театра и лично министра культуры Республики Башкортостан Амины Шафиковой, которая отметила, что «выступление театра „под флагом“ автора, осуждающего специальную военную операцию, по крайней мере, было бы с моральной точки зрения несправедливым и нечестным», потому что Яхина «поддерживает мир, в котором присутствует нацизм».

## Отзывы критики
Российские критики неоднозначно отозвались о дебютном романе Яхиной, сравнивая его по значимости с «Обителью» Захара Прилепина. Сам Прилепин оценил роман как «убедительный, серьёзный, глубокий, без перекосов в какую бы то ни было сторону», подчеркнув также, что «в романе нет ничего политически конъюнктурного».
Обозреватель «Российской газеты» Павел Басинский охарактеризовал роман как «сильное и даже мощное произведение», которое «втягивает в себя, как водоворот, с первых страниц»: «манера Гузель Яхиной жёсткая. Короткие фразы, минимум деталей, ничего лишнего». Критик Галина Юзефович отметила, что мастерство Яхиной связано скорее с деталями, чем с сюжетной линией и общей идеей книги: «Крупный план — восторг, средний план — недоумение, ещё чуть дальше — и уже не видишь ничего, кроме абсолютной, идеально гладкой банальности».
Писатель Юрий Поляков раскритиковал роман сразу после его выхода: «Дебютная книга „Зулейха открывает глаза“, которая получила главный приз „Большой книги“ в прошлом году. Это просто смешно! Героиня — неграмотная татарская женщина, которая живёт практически на уровне биологических инстинктов, в какой-то момент смотрит на карту и видит на ней отвратительное существо розового цвета (Советский Союз), которое тянет к ней свои щупальца… Пардон, о какой карте речь? Это ж неграмотная женщина! Она же даже не знает, где Россия находится. Но автору наплевать на художественность, ей надо было просто выразить своё негативное отношение к СССР… За что? Дорогие товарищи татары, вы получили государственность в рамках СССР. В царской империи у татар её не было, они её утратили при Иване Грозном и существовали только как мусульманская конфессия. И вот именно такие книги получают премии. Они беспомощны».
Не менее саркастически отозвался и о романе, и о факте присуждения ему разных премий критик Владимир Артамонов, не высказавший критических замечаний по существу, однако отметивший: «Улицкая и благословила Яхину на борьбу с нашим прошлым — рука гранд-дамы женской прозы устала колоть, младшие товарищи должны перенять эстафету по обучению россиян правильной истории. В общем, эту смесь клюквы и баланды взялась тиражировать редакция Елены Шубиной — Яхина, судя по всему, должна стать кем-то вроде преемника для уходящей на покой звезды либеральной беллетристики».
Татарский общественный деятель и драматург Рабит Батулла выступил против того, чтобы Яхину называли татарской писательницей, отметив, что автор не пишет на татарском языке и что характеры персонажей надуманны и неправдоподобны, а описание татарского быта и традиций не соответствуют действительности и являются проявлением неуважения ко всему татарскому народу. Другой татарский общественный деятель, Руслан Айсин оценил роман как апологию бездуховности и предательства.
Военный историк Клим Жуков заявил о наличии в книге многочисленных фактических ошибок и смысловых несоответствий, утверждая, что раскулачивание и производившие его сотрудники ОГПУ изображены в книге очернительски.
Литературный критик Кирилл Анкудинов также указал на ряд фактических неточностей, сделав вывод о том, что «соображения престижа побудили Гузель Яхину высказываться о том, чего она не знает, в её ошибках виноваты не веяния беллетристики, а ложные установки „высокой литературы“».

## Влияние в культуре
К 2017 году был переведён на 18 языков, поставлен в Башкирском драматическом театре. К 2020 году количество языков, на которые был переведён роман, приблизилось к 30, в том числе фарси, корейский, китайский, японский.
В 2020 году, по данным книжного сервиса MyBook, роман Яхиной стал самым популярным у читателей произведением современной русской литературы.
Производством одноимённого сериала для телеканала «Россия 1» занималась кинокомпания «Русское».13 апреля 2020 года на телеканале «Россия 1» показана первая серия одноимённого сериала. В главной роли — Чулпан Хаматова. Также в сериале снимались Юлия Пересильд, Сергей Маковецкий, Роман Мадянов, Евгений Морозов, Елена Шевченко, Александр Баширов, Рамиль Сабитов, Роза Хайруллина и другие артисты. Режиссёр фильма — Егор Анашкин («Кровавая барыня», «Деньги», «Московская борзая», «Жизнь взаймы»). Многосерийный фильм был номинирован на кинопремию «Золотой орел» в номинации «Лучшая женская роль на ТВ». Телесериал получил сразу три награды премии Ассоциации продюсеров кино и телевидения в номинациях Лучшая актриса, Лучшая работа художника по гриму и Лучшая сценарная работа.
В 2022 году аудиоверсия романа заняла первое место в рейтинге «Самых популярных в России произведений отечественных авторов за последние пять лет».

## Награды
- 2015 — литературная премия «Большая книга»[32]
- 2015 — литературная премия «Ясная Поляна», номинация «XXI век»[33]
- 2015 — литературная премия «Книга года»[34]
- 2017 — литературная премия «Премия Читателя»[35]

## Издания
На русском языке
- Яхина Г. Ш. Зулейха открывает глаза: роман. — [Худож.: Андрей Рыбаков. Предисл. Людмилы Улицкой]. — М.: АСТ, редакция Елены Шубиной, 2015. — 508 с. ISBN 978-5-17-090436-5
- Яхина Г. Ш. Зулейха открывает глаза: роман. — [Худож.: Андрей Рыбаков. Предисл. Людмилы Улицкой]. — М.: АСТ, ред. Елены Шубиной, печ. 2016. — 508 с. — 10 000 экз. ISBN 978-5-17-090436-5
- Яхина Г. Ш. Зулейха открывает глаза: роман. — М.: АСТ, Ред. Елены Шубиной, 2019. — 508 с. — 50 000 экз. (Проза Гузель Яхиной) ISBN 978-5-17-090436-5

На татарском языке
- Яхина Г. Ш. Зөләйха күзләрен ача: роман. [русчадан Флера Тарханова тәрҗ.]. — Казан: Татарстан китап нәшрияты, 2016. — 510 с. — 1000 экз. — ISBN 978-5-298-03158-5

Звукозапись
- Яхина Г. Ш. Зулейха открывает глаза: аудиокнига [Звукозапись]. Читает Елена Калабина. — М.: АСТ, cop. 2016. — 1 электрон. опт. диск (MP3). (Аудиокнига mp3)